# Victor Sjöström
Victor David Sjöström  (Silbodal, 20 settembre 1879 – Värmland, 3 gennaio 1960) è stato un regista, attore e sceneggiatore svedese.

## Biografia
Aveva solo un anno quando la famiglia, per motivi finanziari, si trasferì dalla Svezia a Brooklyn, New York, dove rimase fino alla morte della madre, avvenuta quando aveva sette anni. Le tensioni che nacquero con la nuova compagna del padre, persuasero quest'ultimo a rimandare Victor dalla sorella a Uppsala; aveva 14 anni quando fece la sua prima apparizione teatrale, sotto l'ala protettiva dello zio, l'attore Victor Hartman.

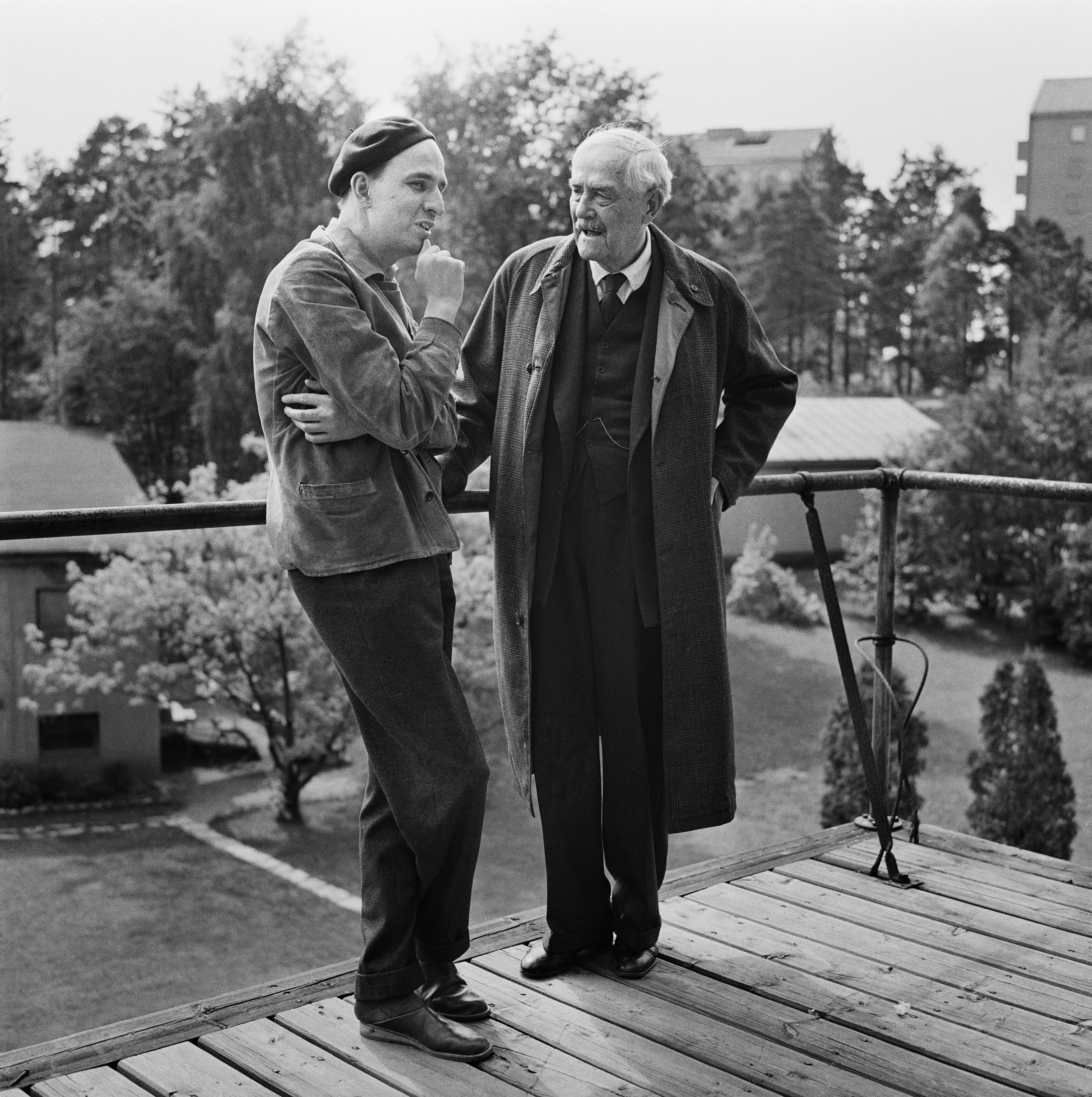
Victor Sjöström con Ingmar Bergman nel 1957 durante le riprese de Il posto delle fragole

Alla morte del padre, che nel frattempo era tornato dagli Stati Uniti dopo una disastrosa bancarotta e lo aveva obbligato ad abbandonare gli studi per lavorare in un cantiere, decise di intraprendere la carriera di attore professionista. L'approdo alla gestione di una compagnia teatrale fu il primo passo che lo condusse a diventare una delle colonne portanti dell'industria cinematografica svedese. Nel 1912, infatti, il produttore della Svenska Biografteatern, Magnusson, gli offrì un contratto.
Girò il suo primo film muto nel 1912 con la regia di Mauritz Stiller. Tra il 1912 e il 1923, diresse quarantuno film, il più famoso dei quali fu Il carretto fantasma (1921), prima di accettare l'offerta di lavorare negli Stati Uniti. In Svezia aveva spesso recitato nei propri film, mentre negli Stati Uniti si dedicò esclusivamente alla regia. Nel 1924, con lo pseudonimo di Victor Seastrom, girò molti film e diresse star del calibro di Greta Garbo, Lon Chaney, John Gilbert, Lillian Gish e Norma Shearer, prima di girare il primo film sonoro nel 1930.
Il suo più grande successo, L'uomo che prende gli schiaffi (1924), fu anche il primo della Metro-Goldwyn-Mayer sotto la guida del famoso produttore Irving Thalberg. Il film racconta la storia di uno scienziato (interpretato da Lon Chaney Sr.), il quale compie delle innovative scoperte scientifiche sulle origini dell'uomo.

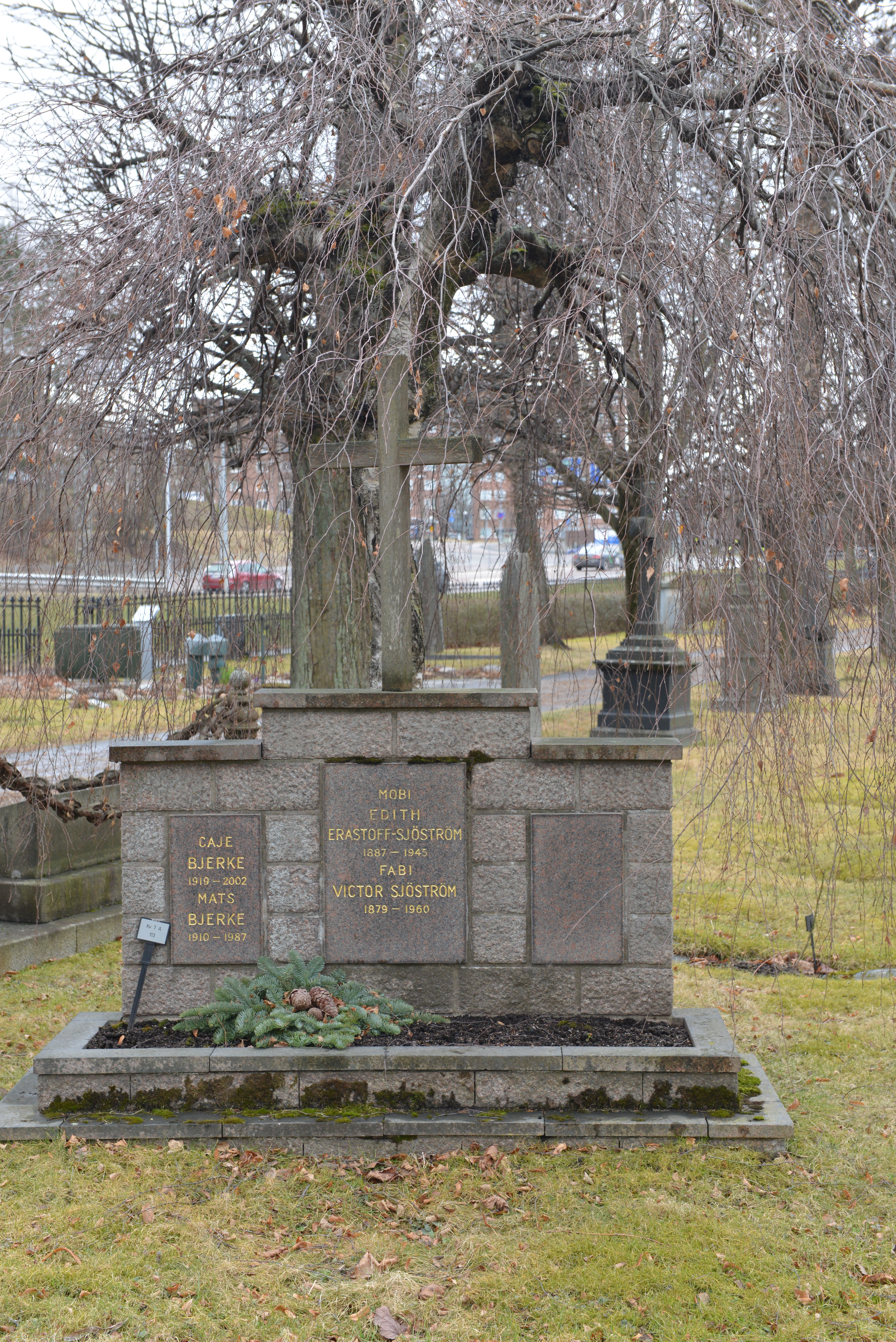
La tomba di Victor Sjöström e di Edith Erastoff (Helsinki, 1887 - Stoccolma, 17 aprile 1945). I due si erano sposati nel 1922.

In seguito, non sentendosi a proprio agio con il sonoro tornò in Svezia dove diresse altri due film muti prima della sua ultima regia nel film britannico Il manto rosso (1937). Nei quindici anni successivi ebbe una serie di ruoli da protagonista in una dozzina di film e lavorò come regista per la Svensk Filmindustri. Già alla fine degli anni trenta abbandonò la regia per dedicarsi completamente alla recitazione; nel 1941 fu infatti protagonista di L'amante nell'ombra e nel 1943 di Ordet, entrambi diretti da Gustaf Molander, poi nel 1957, all'età di settantotto anni, recitò nel film Il posto delle fragole di Ingmar Bergman. Victor Sjöström, morto all'età di ottanta anni, è sepolto nel cimitero svedese di Norra begravningsplatsen.

## Critica
Georges Sadoul considera Victor Sjöström un grande maestro del cinema e lo scrive a chiare lettere: «Fu il maggiore dei registi svedesi, superiore ai suoi contemporanei e a molti delle generazioni successive, per uno dei quali, Bergman, apparve per l'ultima volta sullo schermo con una magistrale interpretazione nel Posto delle fragole».

## Retrospettive
Dal 6 settembre al 10 ottobre 2023 la Fondazione Jérome Seydoux-Pathé dedica un ciclo di venticinque film a Viktor Sjöström , in maggior parte si tratta di copie restaurate dallo Swedish Film Institute, che ha tra gli obiettivi quello della conservazione e catalogazione nei suoi archivi di film per le generazioni future.

## Filmografia

### Regista (parziale)
- Ett hemligt giftermål (1912)
- Trädgårdsmästaren (1912)
- Äktenskapsbyrån - cortometraggio (1913)
- Ingeborg Holm (1913)
- Le figlie del prefetto regionale (Landhövdingens döttrar) (1915)
- Gli avvoltoi del mare (Havsgamar) (1916)
- Therèse (1916)
- Il bacio della morte (Dödskyssen) (1916)
- La ragazza della torbiera di Stormyr (Tösen från Stormyrtorpet) (1917)
- Terje Vigen (C'era un uomo) (1917)
- I proscritti (Berg-Ejvind och hans hustru) (1918)
- I figli di Ingmar (Ingmarsönnerna) (1919)
- Il testamento di sua grazia (Hans nåds testamente) (1919)
- Karin, figlia di Ingmar (Karin Ingmarsdotter) (1920)
- Il monastero di Sendomir (Klostret i Sendomir) (1920)
- Il carretto fantasma (Körkarlen) (1921)
- La prova del fuoco (Vem dömer) (1922)
- Eld ombord (1923)
- L'uomo che prende gli schiaffi (He Who Gets Slapped) (1924)
- La spada della legge (Name the Man) (1924)
- Confessions of a Queen (1925)
- La torre delle menzogne (The Tower of Lies) (1925)
- La lettera scarlatta (The Scarlet Letter) (1926)
- La donna divina (The Divine Woman) (1928)
- La maschera del diavolo (The Masks of the Devil) (1928)
- Il vento (The Wind) (1928)
- Notte di peccato (A Lady to Love) (1930)
- Die Sehnsucht jeder Frau (1930)
- Väter und Söhne (1930)
- Markurells i Wadköping (1931)
- Il manto rosso (Under the Red Robe) (1937)

### Attore (parziale)
- I lifvets vår, regia di Paul Garbagni (1912)
- Trädgårdsmästaren, regia di Victor Sjöström (1912)
- Thomas Graals bästa barn, regia di Mauritz Stiller (1918)
- I figli di Ingmar (Ingmarsönnerna), regia di Victor Sjöström (1919)
- Il carretto fantasma (Körkarlen), regia di Victor Sjöström (1921)
- Eld ombord, regia di Victor Sjöström (1923)
- Notti di primavera (Valborgsmässoafton), regia di Gustaf Edgren (1935)
- L'amante nell'ombra (Striden går vidare), regia di Gustaf Molander (1941)
- Verso la gioia (Till glädje), regia di Ingmar Bergman (1949)
- Il posto delle fragole (Smultronstallet), regia di Ingmar Bergman (1957)

### Produttore
- Spasimo (Hets), regia di Alf Sjöberg (1944)

## Doppiatori italiani
- Amilcare Pettinelli in Il posto delle fragole